# PSPad
PSPad ist ein Text- und Quelltexteditor für Windows. Die Software ist Freeware.
Jan Fiala veröffentlichte die Software erstmals 2001 und entwickelt sie ständig weiter.
Die Software lässt sich ohne Installation auf einem Windowssystem verwenden. Das macht den Einsatz auf mobilen Speichermedien als portable Software möglich.

## Programmfunktionen
Die wichtigsten Funktionen von PSPad sind:
- Texteditor und Hex-Editor
- Bearbeiten und Sichern mehrerer Dokumente
- Suchen und Ersetzen über mehrere Dokumente
- Vergleichen von Dateien mit farbiger Hervorhebung der Unterschiede
- Syntaxhervorhebung und benutzerdefinierte Syntaxhervorhebung
- Unicode-Unterstützung
- integrierter FTP-Client
- Reguläre Ausdrücke
- Makro-Rekorder
- Autovervollständigung
- Rechtschreibprüfung
- Einbindung externer Compiler
- Code-Explorer für HTML, XML, C++,  PHP, Perl, Java und viele weitere Programmiersprachen